# 목탁

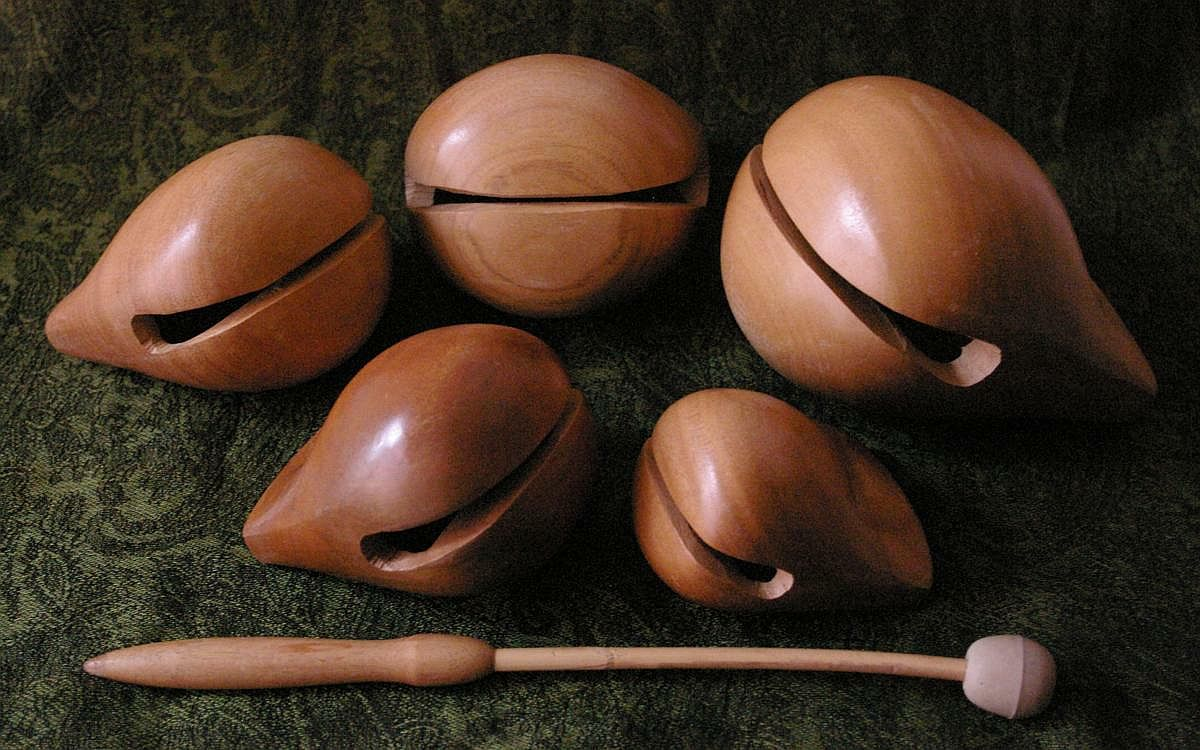

목탁(木鐸)은 목어를 작게 만든 데서 유래한 불교의 법구(法具)이자 타악기이다. 큰 틈이 있고 속이 빈, 조각된 나무로 이루어져 있으며 전통적으로는 종 모양이나 현대에는 다양한 형태로도 만들어진다. 불교 밖에서도 "템플 블록"이라 하여 음악에 종종 사용되는데, 목판과 비슷한 소리를 내나 더 어둡고 텅빈 음색을 가지고 있다.